# Molophilus marthae
Molophilus marthae är en tvåvingeart som beskrevs av Alexander 1931. Molophilus marthae ingår i släktet Molophilus och familjen småharkrankar.
Artens utbredningsområde är Colombia. Inga underarter finns listade i Catalogue of Life.